# Meissen (Schiff, 1885)
Der Raddampfer Meissen wurde 1885 in der Schiffswerft Blasewitz gebaut. Das Schiff wurde unter dem Namen Koenig Albert mit der Baunummer 9 auf Kiel gelegt. Namensgeber des Schiffes war Albert von Sachsen, der sächsische König. Im Jahr 1898 erhielt das Schiff den Namen Sachsen und 1928 als viertes Schiff den Namen Meissen.
Seit 1992 gehört es zum Bestand der Sächsischen Dampfschiffahrts GmbH & Co. Conti Elbschiffahrts KG und fährt auf der Oberelbe. Sein Liegeplatz sind die Anlegestellen am Terrassenufer in Dresden.

## Geschichte

### Die Zeit nach der Indienststellung bis 1945

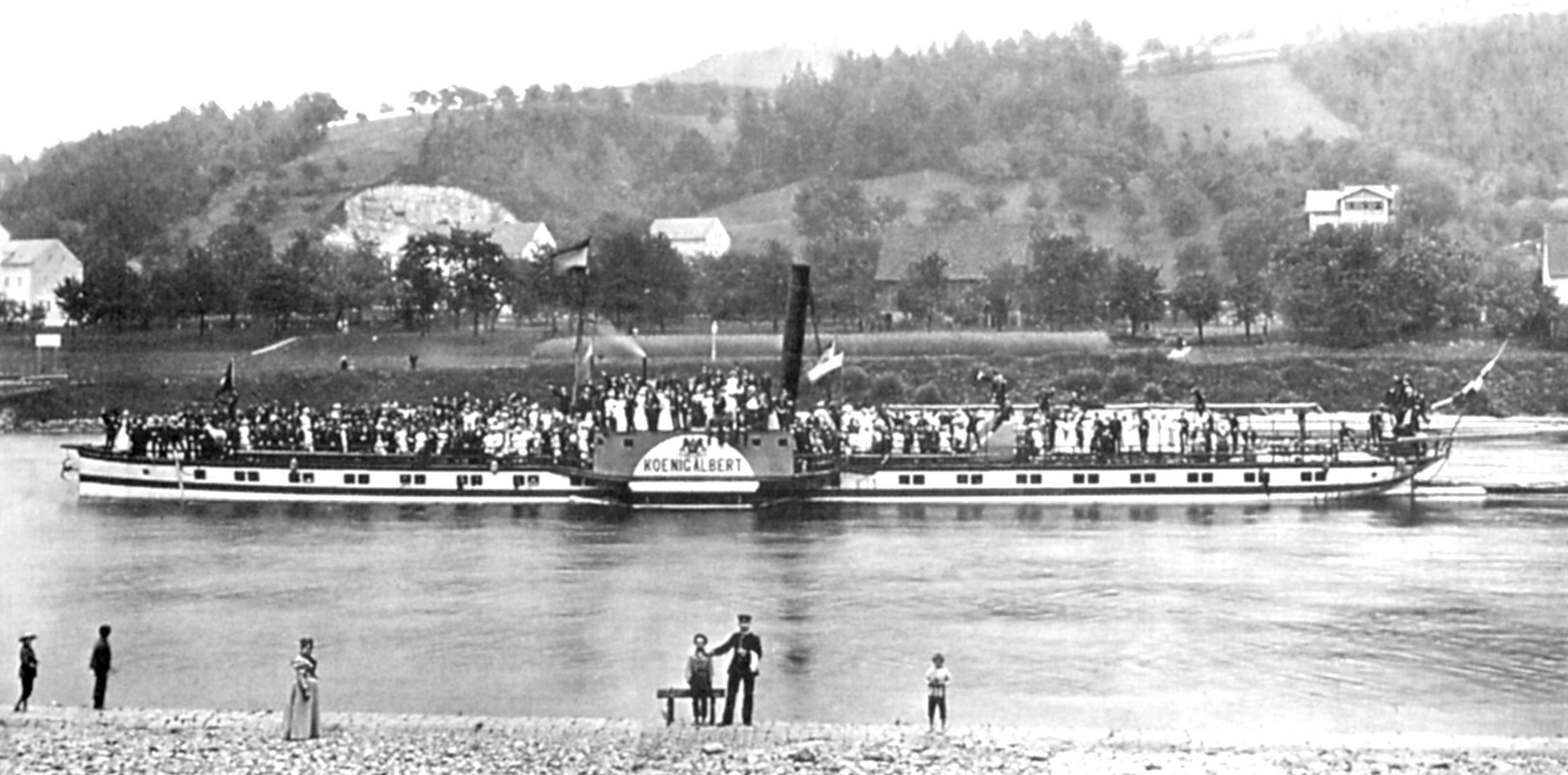
Raddampfer Koenig Albert

Nach der offiziellen Probefahrt am 12. Mai 1885 und der Indienststellung als Glattdeckdampfer am 17. Mai 1885 fuhr das Schiff für die Sächsisch-Böhmische Dampfschiffahrts-Gesellschaft (SBDG). Nach der Einstellung des Geschäftsbetriebes fuhr das Schiff für die 1923 neu gegründete Sächsisch-Böhmische Dampfschiffahrt, Aktiengesellschaft (SBDA). Der ab 1926 übliche weiße Anstrich der Schiffe brachte ihr den Namen Weiße Flotte ein.

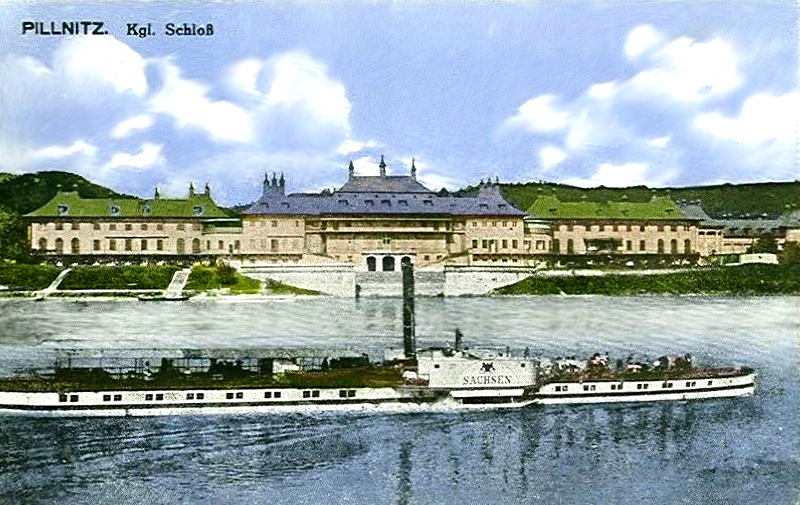
Raddampfer Sachsen vor dem Schloss Pillnitz

Im Jahr 1898 erhielt das Schiff den Namen Sachsen, um anlässlich des 25. Thronjubiläums König Alberts von Sachsen dessen Namen einem neuen Raddampfer geben zu können.
1913/14 erfolgte der Umbau der Dampfmaschine und der Kesselanlage. Der Raddampfer erhielt eine Dampfsteuermaschine der Dresdener Maschinenfabrik und Schiffswerft Uebigau AG, zum besseren Manövrieren und einen Dampfturbogenerator zur Erzeugung elektrischen Stroms (Gleichstrom). Die Beleuchtung wurde von Petroleum auf elektrisches Licht umgestellt. Bei der umfassenden Modernisierung 1927/28 wurde ein Oberdeck aufgebaut und der Schiffskörper um 3,66 m verlängert, sowie ein hinterer Decksalon aufgebaut. Das Schiff erhielt jetzt auch den weißen Anstrich. An den beiden Schaufelrädern wurden die Holzschaufeln durch Stahlschaufeln ersetzt.
Zur Komfortsteigerung wurde in allen Räumen eine Dampfzentralheizung installiert. Aufgrund dieser Modernisierungsarbeiten und der daraus resultierenden Schiffsvergrößerung wurde 1928 die Fahrgastkapazität von ursprünglich 640 auf 814 Passagiere erhöht. Für den Betrieb waren zehn Mann Besatzung notwendig. Nach dem Umbau wurde das Schiff in Meissen umbenannt.

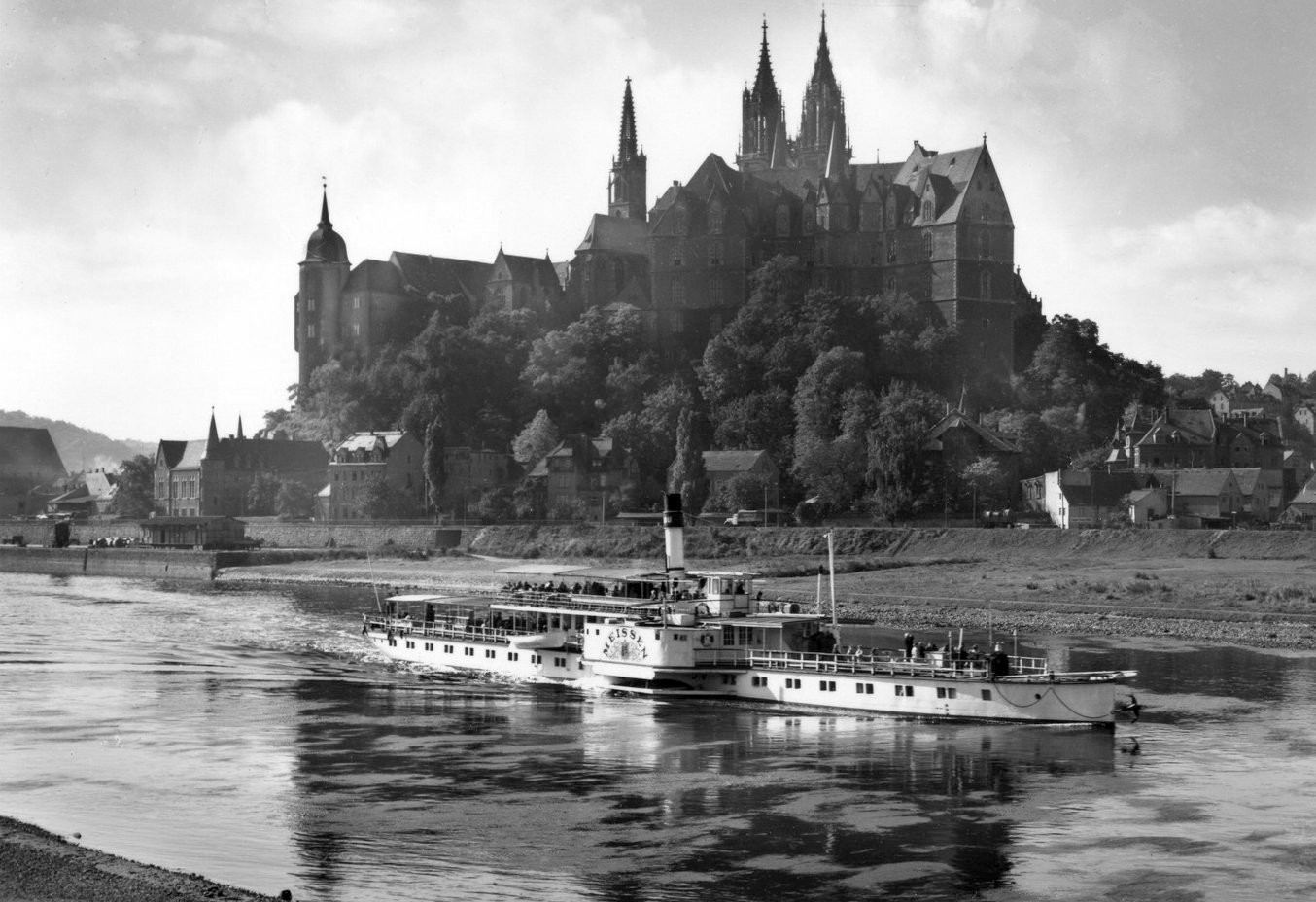
Raddampfer Meissen in Meißen

Auf Grund von Niedrigwasser schlug das Schiff am 16. Juli 1930 bei Rathen leck.
Im Sommer 1943 erhielt die Meissen wie alle Dampfer einen Tarnanstrich. Anschließend wurde sie in Hamburg zur Evakuierung von nach den Bombenangriffen obdachlos gewordenen Einwohnern eingesetzt.

### Die Zeit nach 1945
Die SBDA wurde am 1. Februar 1947 in Volkseigentum überführt und erhielt den Namen VEB Elbeschiffahrt Sachsen. Von 1950 bis 1957 gehörte sie zum VEB Deutsche Schiffahrts- und Umschlagszentrale (DSU). Nach deren Auflösung entstand 1957 der VEB Fahrgastschiffahrt und Reparaturwerft Dresden und ab 1967 der VEB Fahrgastschiffahrt Dresden.
Bis 1983 wurden bei den regelmäßigen Werftaufenthalten Reparaturen und Modernisierungen durchgeführt. So wurde 1957/58 das Oberdeck um drei Meter verlängert. 1958/59 erhielt das Schiff eine neue E-Anlage und eine neue Dampfturbine. 1961/62 wurde ein Dampfmotor für Stromerzeugung eingebaut und 1967/68 wurden die Radkästen erneuert und ein vorderer Decksalon aufgebaut.
Am 13. August 1955 nahm das Schiff an einer Sonderfahrt für die Pionierorganisation Dresden gemeinsam mit der Freundschaft und der Weltfrieden teil.
Bei der turnusmäßigen Revision im Winter 1979/80 wurden am Kessel starke Verschleißerscheinungen festgestellt und das Schiff daraufhin nur noch für eine Saison zugelassen. 1982 wurde es ausgemustert.
1983 begann die Generalüberholung des Schiffes. Es erhielt einen neuen Kessel. Die Feuerlöschpumpe und der Speisewasservorwärmer wurden ersetzt, Wechselsprechanlagen wurden installiert, die Dampfturbine wurde repariert und das Ruderhaus und der Decksalon wurden erneuert. Mit der Indienststellung am 20. Mai 1985 betrug die Zahl der Passagiere 1042. Die Besatzung wird mit sieben Personen angegeben. Im gleichen Monat feierte die Meissen als fünftes Schiff sein 100-jähriges Dienstjubiläum.

### Die Zeit bei der Sächsischen Dampfschiffahrt

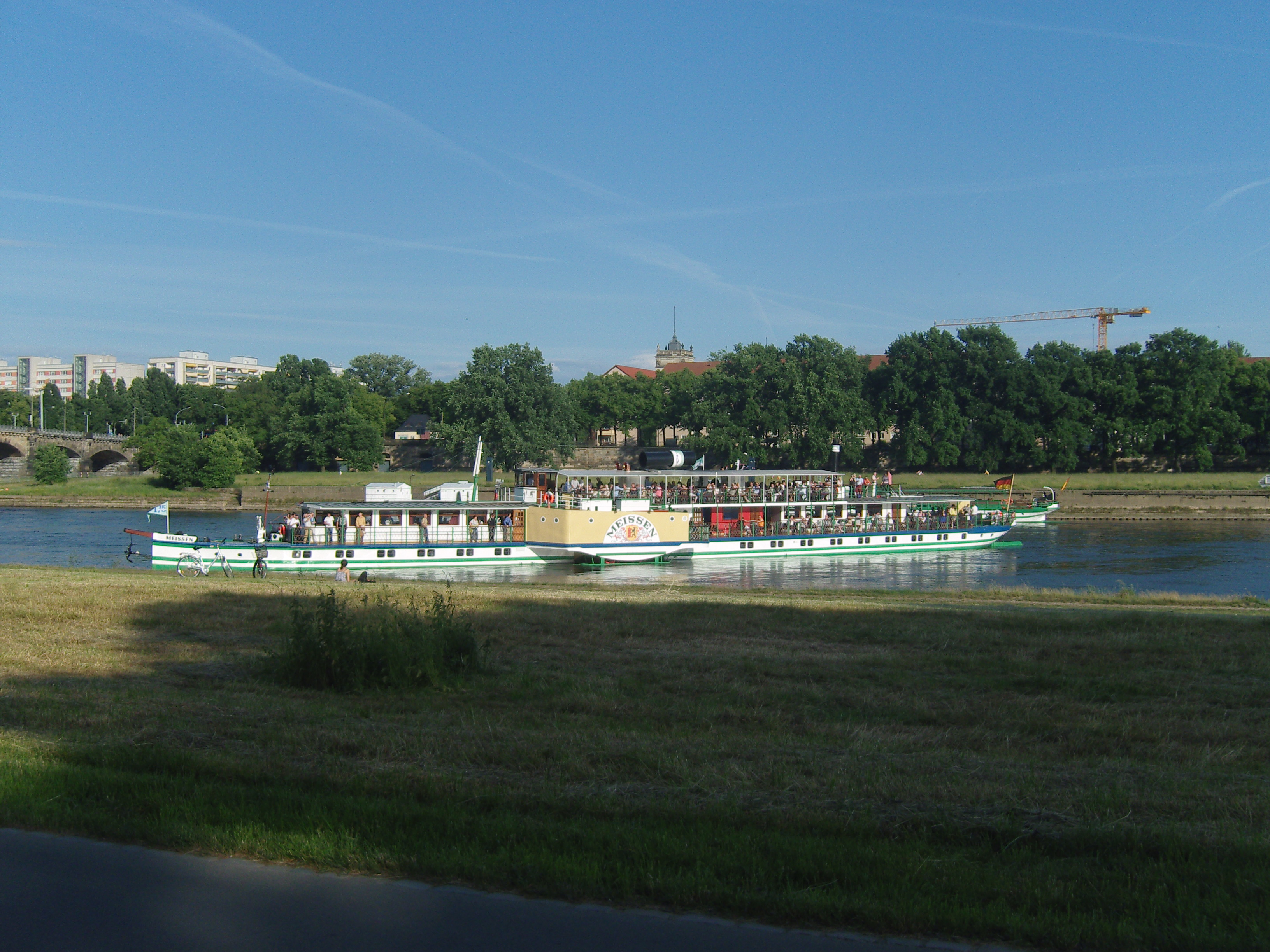
Wendemanöver in Dresden zwischen Albert- und Carolabrücke

Am 26. November 1992 wurde das Schiff in der Laubegaster Werft an Land genommen. Hier wurden alle über das Oberdeck ragenden Aufbauten entfernt. Im Dezember 1992 wurde das Schiff vom Schleppdampfer Sachsenwald zur Schiffswerft in Genthin überführt. Hier erfolgte die schiffsbautechnische Rekonstruktion. Der Rumpf wurde um 1,32 m verlängert und die Breite des Schiffes um 0,13 m verringert. Am 19. Mai 1993 traf die Meissen wieder in Laubegast ein. Hier wurde die historische Rekonstruktion zu Ende geführt. Am 26. Juli 1993 wurde das Schiff wieder in Betrieb genommen.

## Die Dampfmaschine
Die Dampfmaschine ist eine oszillierende Hochdruck-Zweizylinder-Verbund-Dampfmaschine mit Einspritzkondensation.
Sie wurde von der Sächsische Dampfschiffs- und Maschinenbauanstalt der Österreichischen Nordwest-Dampfschifffahrtsgesellschaft in Dresden mit der Bau-Nr. 239 als oszillierende Niederdruck-Zweizylinder-Zwillings-Dampfmaschine mit Einspritzkondensation gebaut. Die Leistung betrug 120 PSi. 1913/14 wurde die Maschine zur Verbundmaschine umgerüstet. Die Leistung betrug jetzt 230 PSi. Der vorhandene Drei-Flammrohr-Kofferkessel mit der Baunummer 428 wurde durch einen Zwei-Flammrohr-Zylinderkessel mit 10 bar Dampfdruck der Dresdener Maschinenfabrik und Schiffswerft Uebigau AG mit der Baunummer 2515 ersetzt. Ebenfalls von Übigau stammt die im gleichen Jahr eingebaute Dampfsteuermaschine mit der Baunummer 1411. 1983 wurde ein neuer Kessel mit 10 bar Dampfdruck des VEB Dampfkesselbau Übigau mit der Baunummer 15782 eingebaut. Seit 1993 gibt es eine automatische Ölfeuerung.

## RaddampferMeissenvon 1881
Bereits 1881 war ein Raddampfer Meissen für die Sächsisch Böhmische Dampfschiffahrtsgesellschaft (SBDG) in Dienst gestellt worden. Er fuhr nach seiner Veräußerung 1907 an die Oberweser Dampfschiffahrt als Kronprinz Wilhelm bis 1967 auf der Weser. Sein Mittelstück befindet sich seit 1968 wieder unter dem Namen Meissen im Deutschen Schifffahrtsmuseum in Bremerhaven.

## Kapitäne des Schiffes
- Franz Rosche 1886–1892
- Julius Hermann Steglich 1893–1894
- Carl Hermann Jahn 1895–1898
- Otto Hermann Jahn 1899
- Wenzel Franz Rosche 1900
- Ernst Adolf Kleinert 1901–1911
- Emil Paul Protze 1912–1920